# Aprendiendo a morir
Aprendiendo a morir és una pel·lícula espanyola estrenada l'abril de 1963 i dirigida per Pedro Lazaga. Va suposar el debut cinematogràfic i el salt definitiu a la fama del conegut torero Manuel Benítez «El Cordobés».

## Argument
De caràcter autobiogràfic, narra com un noviller jove i orfe passeja per diferents places de toros a la recerca d'una oportunitat fins que, després de moltes calamitats, un empresari taurí li permet participar en una novillada a Còrdova que suposa la consecució de contractes i triomfs.

## Premis
Medalles del Cercle d'Escriptors Cinematogràfics
| Any  | Categoria             | Pel·lícula                   | Resultat  |
| ---- | --------------------- | ---------------------------- | --------- |
| 1962 | Premi Antonio Barbero | Manuel Benítez «El Cordobés» | Guanyador |